# Cornèr Banca
Il Gruppo Cornèr Banca è un gruppo bancario svizzero, privato ed indipendente, che offre servizi di banca universale.

## Storia
L'istituto venne fondato da Vittorio Cornaro nel 1952 a Lugano, la terza piazza finanziaria più importante della Confederazione Elvetica, dopo Zurigo e Ginevra. I servizi e i prodotti destinati alla clientela coprono l’intera gamma dell’offerta bancaria tradizionale, con una specializzazione più specifica nei settori del private banking, del finanziamento, delle carte di pagamento Visa, Mastercard e Diners Club (Cornèrcard) e del trading online (Cornèrtrader), attività sulle quali poggia lo sviluppo del Gruppo Cornèr Banca.
Nel 2011 è entrata a far parte del gruppo anche BonusCard.ch, una società con sede a Zurigo attiva nel settore delle carte di pagamento. È del 2012 la creazione di Cornèrtrader, la divisione che offre a investitori privati e istituzionali innovative piattaforme multi-asset per il trading online. Tramite queste, gli investitori possono accedere ai mercati finanziari internazionali e fruire di un servizio di assistenza personalizzata da parte di specialisti in tale ambito.
Tra le principali novità del 2015, risulta l’emissione diretta di prodotti finanziari strutturati sul mercato svizzero, che ha permesso, quale prima banca ticinese, di affiliarsi all’Associazione Svizzera per prodotti strutturati (Swiss Structured Products Association - SSPA). Nel 2015 è stato inoltre ampliato il raggio di azione nel settore delle carte di pagamento con l’acquisizione di Diners Club Italia di Milano e della slovena Dinit d.o.o., società di servizi per il marchio Diners Club a livello europeo.
Il forte legame con il contesto economico locale si riflette nella scelta di mantenere la sede e la direzione generale a Lugano. Nel corso degli anni, la banca si è insediata anche in altre primarie piazze elvetiche e ha dato avvio ad un vitale processo di internazionalizzazione, con il preciso obiettivo di diversificare ed ampliare il ventaglio dei propri prodotti e servizi, in funzione della crescente globalizzazione dei mercati e di una clientela sempre più cosmopolita.
A livello patrimoniale il Gruppo Cornèr Banca ha una situazione invidiabile di copertura, con mezzi propri che corrispondono a circa il triplo del minimo necessario previsto dalla legge. Si posiziona al primo posto in Svizzera in termini di solidità del capitale, secondo le statistiche finanziarie mondiali elaborate nel 2015, 2016, 2017 e 2018 da “The Banker”.
Il Gruppo Cornèr Banca è composto dalla casa madre Cornèr Banca SA di Lugano, dalle quattro succursali di Chiasso, Ginevra, Locarno e Zurigo, dalle affiliate Cornèr Bank (Overseas) Limited, BonusCard.ch SA, Cornercard UK Ltd, Diners Club Italia S.r.l. e Dinit d.o.o..